# Torres de Berrellén (ort)
Torres de Berrellén är en ort i Spanien.   Den ligger i provinsen Provincia de Zaragoza och regionen Aragonien, i den nordöstra delen av landet, 260 km nordost om huvudstaden Madrid. Torres de Berrellén ligger 216 meter över havet och antalet invånare är 1 471.
Terrängen runt Torres de Berrellén är platt åt sydväst, men åt nordost är den kuperad. Runt Torres de Berrellén är det ganska tätbefolkat, med 192 invånare per kvadratkilometer. Närmaste större samhälle är Zaragoza, 19,3 km sydost om Torres de Berrellén. Trakten runt Torres de Berrellén består till största delen av jordbruksmark.